# سام ريغل
سام ريغل (Sam Riegel) (اسمه الكامل سامويل برينت أوسكار ريغل (Samuel Brent Oscar Riegel)) هو مؤدي أصوات أمريكي ولد في 9 أكتوبر 1976 في واشنطن.

## أدواره في الأنمي

### مسلسلات أنمي تلفزيونية
- فيت/ستاي نايت - شيرو إميا
- بليتش - ماكي إيتشينوسي، غونريومارو, رورييرو كوجاكو
- بوسو رينكين - مادوكا ماروياما
- سكرابد برنسس - دينيس
- سنغوكو باسارا - موري موتوناري
- سنغوكو باسارا تو - موري موتوناري
- يوغي - تريستن (الصوت الأول), ركس رابتر (الصوت الأول), أركانا
- كآبة هاروهي سوزوميا - تانيغوتشي
- لاكي ستار - فتيان عشوائيين, "مينورو شيرايشي"
- شامان كينج - فاوست الثامن
- تنجن توبا جورين لاجان - فيرال
- كود غياس: لولوش المتمرد - كلوفيس لا بريطانيا، كلوديو دارلتون
- كود غياس: لولوش المتمرد R2 - كلوديو دارلتون
- ناروتو - شينو أبورامي (الصوت الأول), زاكو أبومي، باكي
- ناروتو شيبودن - باكي
- دورارارا!! - أيزاك ديان، ريو تاكيغوتشي
- كيكايشي - كيميا هاتشيوجي، كوشو, ماكيو، يوكيماسا
- التنين الأزرق - عامر
- حفيد نوراريهيون - كيوتسوغو كيوجوجي
- حفيد نوراريهيون: عاصمة العفاريت - كيوتسوغو كيوجوجي
- كيه - ياشيرو إيسانا
- بيرسونا 4 ذي أنيميشن - دبدوب، شو ناكاجيما
- الإكسورسيست الأزرق - ميفيستو فيليس/يوهان فاوست الخامس
- إيوريكا سفن - نورب (أيام الشباب)
- كيل لا كيل - سوزوكي

### أفلام انمي
- فيت/ستاي نايت: Unlimited Blade Works - شيرو إميا
- اختفاء هاروهي سوزوميا - تانيغوتشي
- سنغوكو باسارا: ذا لاست بارتي - موري موتوناري

## أدواره في الرسوم المتحركة
- أبطال النينجا - دوناتيلو
- غورميتي - توبي
- واندر أوفر يوندر - الإمبراطور أوسوم
- ميكسلز - فامبوس

## أدواره في ألعاب الفيديو
- سنغوكو باسارا: ساموراي هيروز - موتوناري موري
- فاينل فانتسي IV DS - إدوارد
- ترانسفورمرز: وور فور سايبرترون - ستارسكريم
- ريزدنت إيفل: ذا دارك سايد كرونيكلز - ستيف برنسايد
- ألتيميت مارفل فرسس كابكوم 3 - فينيكس رايت
- بيرسونا 4 غولدن - دبدوب
- بيرسونا 4 أرينا - دبدوب
- بيرسونا 4 أرينا ألتيماكس - دبدوب
- تيلز أوف فيسبيريا - فلين شيفو
- تيلز أوف إكسيليا - جود ماثيس
- تيلز أوف إكسيليا 2 - جود ماثيس
- إيوريكا سفن الجزء 1: نيو ويف - سمنر سترجن
- إيوريكا سفن الجزء 2: نيو فيجن - سمنر سترجن
- ريزونانس أوف فيت - جان بوليه
- سونيك لوست ورلد - زور
- فاير إمبلم أويكينينغ - ستال، دونيل
- فينيكس رايت: إيس أتورني: دوال ديستنيز - فينيكس رايت
- سلسلة ألعاب دوت هاك جي يو - سيلابس

## وصلات خارجية
- سام ريغل على موقع IMDb (الإنجليزية)
- سام ريغل على موقع ألو سيني (الفرنسية)
- سام ريغل على موقع ميوزك برينز (الإنجليزية)
- سام ريغل على موقع أول موفي (الإنجليزية)
- سام ريغل على موقع قاعدة بيانات برودواي على الإنترنت (الإنجليزية)
- سام ريغل على موقع قاعدة بيانات الفيلم (الإنجليزية)
- سام ريغل على موقع كينوبويسك (الروسية)
- سام ريغل على موقع ANN person (الإنجليزية)